# Alexandru Musi
Alexandru Marian Musi (Bucarest, 17 luglio 2004) è un calciatore rumeno, centrocampista della Dinamo Bucarest.

## Carriera

### Club
Cresciuto nelle giovanili del Valencia e della FCSB debutta in prima squadra il 19 maggio 2021, in Liga I nella sconfitta per 0-1 contro l' Universitatea Craiova. Il 22 luglio 2021, ha esordito nelle competizioni europee nella sconfitta interna per 1-0 contro lo Shakhter Karagandy nel secondo turno preliminare della UEFA Europa Conference League .         
Nel dicembre del 2022 viene mandato in prestito alla Politehnica Iași, dove ottiene la promozione in prima divisione.        
Il 22 giugno 2023, si trasferisce in prestito al Petrolul Ploiești, squadra della Liga I.

### Nazionale
Ha giocato nelle nazionali giovanili rumene Under-18 ed Under-20.

## Statistiche

### Presenze e reti nei club
Statistiche aggiornate al 5 agosto 2025.
| Stagione        | Squadra             | Campionato      | Campionato | Campionato | Coppe nazionali | Coppe nazionali | Coppe nazionali | Coppe continentali | Coppe continentali | Coppe continentali | Altre coppe | Altre coppe | Altre coppe | Totale | Totale |
| Stagione        | Squadra             | Comp            | Pres       | Reti       | Comp            | Pres            | Reti            | Comp               | Pres               | Retin              | Comp        | Pres        | Reti        | Pres   | Reti   |
| --------------- | ------------------- | --------------- | ---------- | ---------- | --------------- | --------------- | --------------- | ------------------ | ------------------ | ------------------ | ----------- | ----------- | ----------- | ------ | ------ |
| 2020-2021       | FCSB                | L1              | 2          | 0          | CR              | 0               | 0               | -                  | -                  | -                  | -           | -           | -           | 2      | 0      |
| 2021-2022       | FCSB                | L1              | 6          | 0          | CR              | 1               | 1               | UECL               | 1                  | 0                  | -           | -           | -           | 8      | 1      |
| 2022-gen. 2023  | FCSB                | L1              | 3          | 0          | CR              | 3               | 1               | UECL               | 2                  | 0                  | -           | -           | -           | 31     | 4      |
| gen.-giu. 2023  | FC Politehnica Iași | L2              | 13         | 5          | CR              | 0               | 0               | -                  | -                  | -                  | -           | -           | -           | 13     | 5      |
| 2023-2024       | Petrolul Ploiești   | L1              | 37         | 4          | CR              | 2               | 1               | -                  | -                  | -                  | -           | -           | -           | 39     | 5      |
| 2024-2025       | FCSB                | L1              | 21         | 3          | CR              | 2               | 0               | UCL+UEL            | 2+5                | 0                  | SR          | 1           | 0           | 31     | 4      |
| Totale FCSB     | Totale FCSB         | Totale FCSB     | 32         | 3          |                 | 6               | 2               |                    | 10                 | 0                  |             | 1           | 0           | 49     | 5      |
| 2025-2026       | Dinamo Bucarest     | L1              | 4          | 2          | CR              | 0               | 0               | -                  | -                  | -                  | -           | -           | -           | 4      | 2      |
| Totale carriera | Totale carriera     | Totale carriera | 86         | 14         |                 | 8               | 3               |                    | 10                 | 0                  |             | 1           | 0           | 105    | 17     |

## Palmarès
- Supercoppa di Romania: 1

FCSB: 2024